# بخش کنکورد (شهرستان فایت، اوهایو)
بخش کنکورد (به انگلیسی: Concord Township) یک منطقهٔ مسکونی در ایالات متحده آمریکا است که در شهرستان فیت، اوهایو واقع شده‌است.
 بخش کنکورد ۷۴٫۴۰ کیلومتر مربع مساحت و ۹۰۱ نفر جمعیت دارد و ۳۱۰ متر بالاتر از سطح دریا واقع شده‌است.